# Мис Олександра (Охотське море)
54°17′20″ пн. ш. 139°47′04″ сх. д. / 54.288888888889° пн. ш. 139.78444444444° сх. д.
Мис Олександра (рос. мыс Александра) — західний вхідний материковий мис Сахалінської затоки; територія Ніколаєвського району Хабаровського краю Російської Федерації. Описаний та названий у 1847 році командиром брига «Охотськ» капітан-лейтенантом В. Поплонським, яки проводив опис південного берега Охотського моря.
Береги мису скелясті. На його краї височіє три загострені кекури. За 5 км на північ від мису — острів Рейнеке.